# Aggro Dr1ft
Aggro Dr1ft è un film del 2023 scritto, diretto e prodotto da Harmony Korine.

## Trama
Bo, un sicario della malavita di Miami che vorrebbe ripensare la propria vita, viene incaricato dal suo boss di eliminare un ultimo bersaglio, mentre si trova inseguito da una misteriosa creatura demoniaca.

## Produzione
Il film è stato girato dal direttore della fotografia Arnaud Potier interamente con macchine da presa ad infrarossi: il girato è stato poi filtrato in post-produzione tramite imaging 3D, computer grafica e tool IA per rendere le immagini più intellegibili ad occhio umano, similmente ad una fluoroscopia.
Korine è stato ispirato dal linguaggio del videogioco e dai video di piattaforme come TikTok e YouTube, cercando col film di «immaginare cosa verrà dopo il cinema», coniando per questi ultimi il termine di blinx.
La colonna sonora EDM è stata composta dal DJ Abraham "AraabMuzik" Orellana.

## Distribuzione
Il film è stato presentato in anteprima alla 80ª Mostra internazionale d'arte cinematografica di Venezia il 2 settembre 2023, al di fuori del concorso principale, ricevendo un'ovazione di oltre dieci minuti al termine della proiezione, avvenuta nella Sala Grande del Palazzo del Cinema dopo la mezzanotte, durante cui decine di spettatori avevano abbandonato la sala.

## Accoglienza
Su Rotten Tomatoes, il 36% delle 28 recensioni dei critici è positivo, con una valutazione media di 3,3/10. Su Metacritic il film ha una percentuale del 43% di valutazione su 13 critici.